# Adam Lewenhaupt (1820–1895)
Adam Casimir Ludvig Lewenhaupt, född 1 november 1820 på Claestorp i Östra Vingåkers socken, död 13 mars 1895 på Sjöholm i samma socken, var en svensk greve, militär, hovman och arkivsamlare. Han var bror till industrimannen Sten Lewenhaupt och far till Adam Lewenhaupt.
Adam Lewenhaupt var son till överstekammarjunkare Claes Casimir Lewenhaupt. Han blev 1833 student vid Uppsala universitet, avlade studentexamen där 1836. År 1837 blev han sergeant vid Skånska dragonregementet, avlade 1838 underofficers- och kavalleriofficersexamen samt senare samma år linjeofficersexamen. Lewenhaupt blev 1839 underlöjtnant vid skånska dragonregementet, befordrades 1849 till löjtnant och blev 1851 tjänstgörande kammarherre hos kronprinsen. Han var adjutant i krigskollegium 1852–1854 och tjänstgjorde i lantförsvarsdepartementets kommandoexpedition 1854–1858. Han valde dock att främst ägna sig åt hovtjänsten och erhöll 1858 avsked med tillstånd att kvarstå vid regementet. Lewenhaupt befordrades 1858 till ryttmästare och blev 1859 adjutant hos kronprinsen och erhöll samma år avsked från regementet med tillstånd att kvarstå som ryttmästare i armén. Han blev 1859 överkammarherre hos drottning Lovisa samtidigt som han kom att kvarstå som adjutant hos Karl XV även sedan han tillträtt som regent. Lewenhaupt befordrades 1860 till major i armén och blev 1862 ledamot av direktionen över allmänna institutet för dövstumma och blinda. Han erhöll 1864 avsked ur krigstjänsten och blev 1871 underkansler vid Kunglig Majestäts Orden.
Adam Lewenhaupt gifte sig 1852 med grevinnan Charlotta Emilia Aurora Gyldenstolpe, som var dotter till Nils Gyldenstolpe. Han köpte 1859 Sjöholms säteri där han lät uppföra en ny huvudbyggnad. Han sysslade med olika konstnärliga verksamheter, målade och tecknade, utförde guldsmedsarbeten och var även en skicklig träsnidare. Han var även en samlare av rang, han samlade bland annat på fjärilar och insekter men även på mineral och fossiler, en stor samling stenyxor donerades efter hans död till Sörmlands museum. Han var även en stor samlare av handskrifter, en samling som senare utökades av sonen Adam.